# Acrocyrta clytoides
Acrocyrta clytoides là một loài bọ cánh cứng trong họ Cerambycidae.